# Ajtos
Ajtos (bułg. Айтос) – miasto we wschodniej Bułgarii, w obwodzie Burgas. Około 20 tys. mieszkańców.
Siedziba gminy Ajtos.
W mieście rozwinął się przemysł spożywczy.